# Miyako, Iwate
Miyako (japanska: 宮古市 ?, Miyako-shi) är en stad i Iwate prefektur i Japan. Staden fick stadsrättigheter 1941.
11 mars 2011 drabbades Miyako av en tsunami efter en jordbävning vid Tohoku. Tsunamivågen, som beräknades vara 37,8 meter hög, svämmade över den skyddsvall som fanns vid hamnen och vattnet nådde därmed in i staden. Stora delar av Miyakos byggnader och fiskeflotta förstördes. Mer än 600 människor rapporterades ha dött.

## Galleri

Miyakos flagga
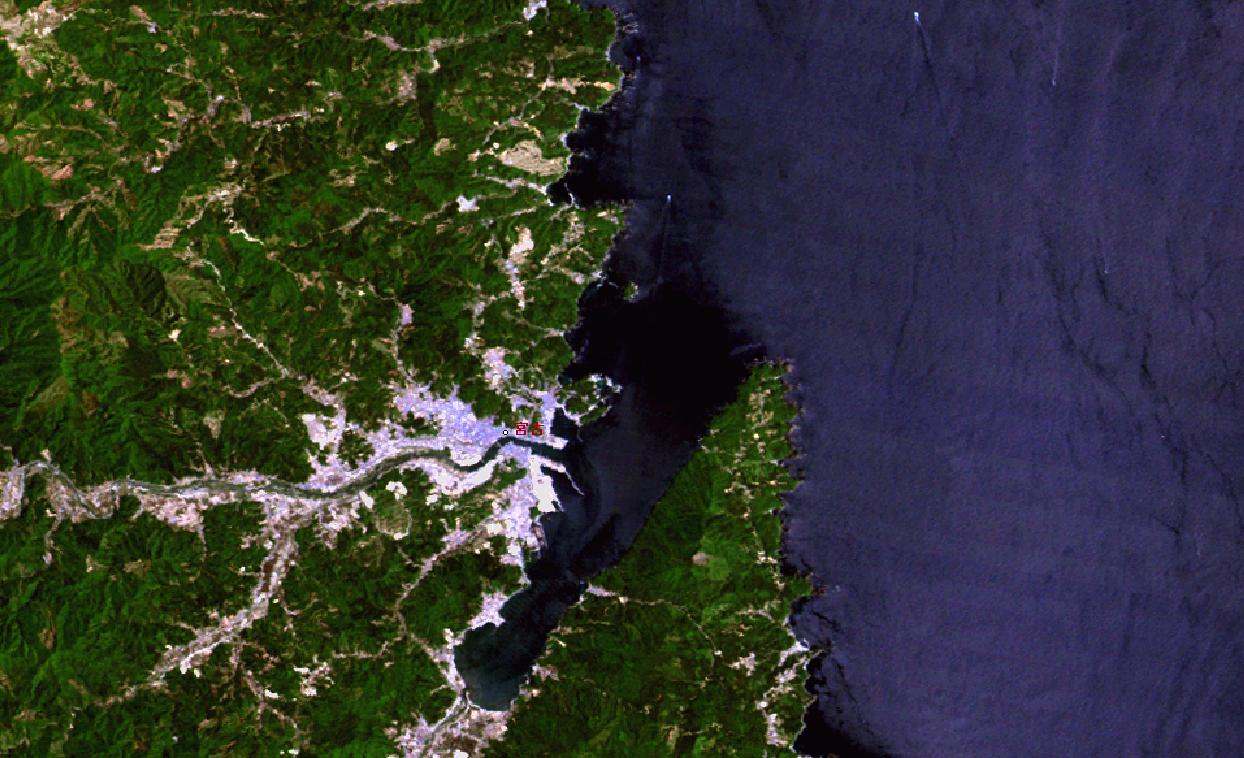
Satellitbild från 2001
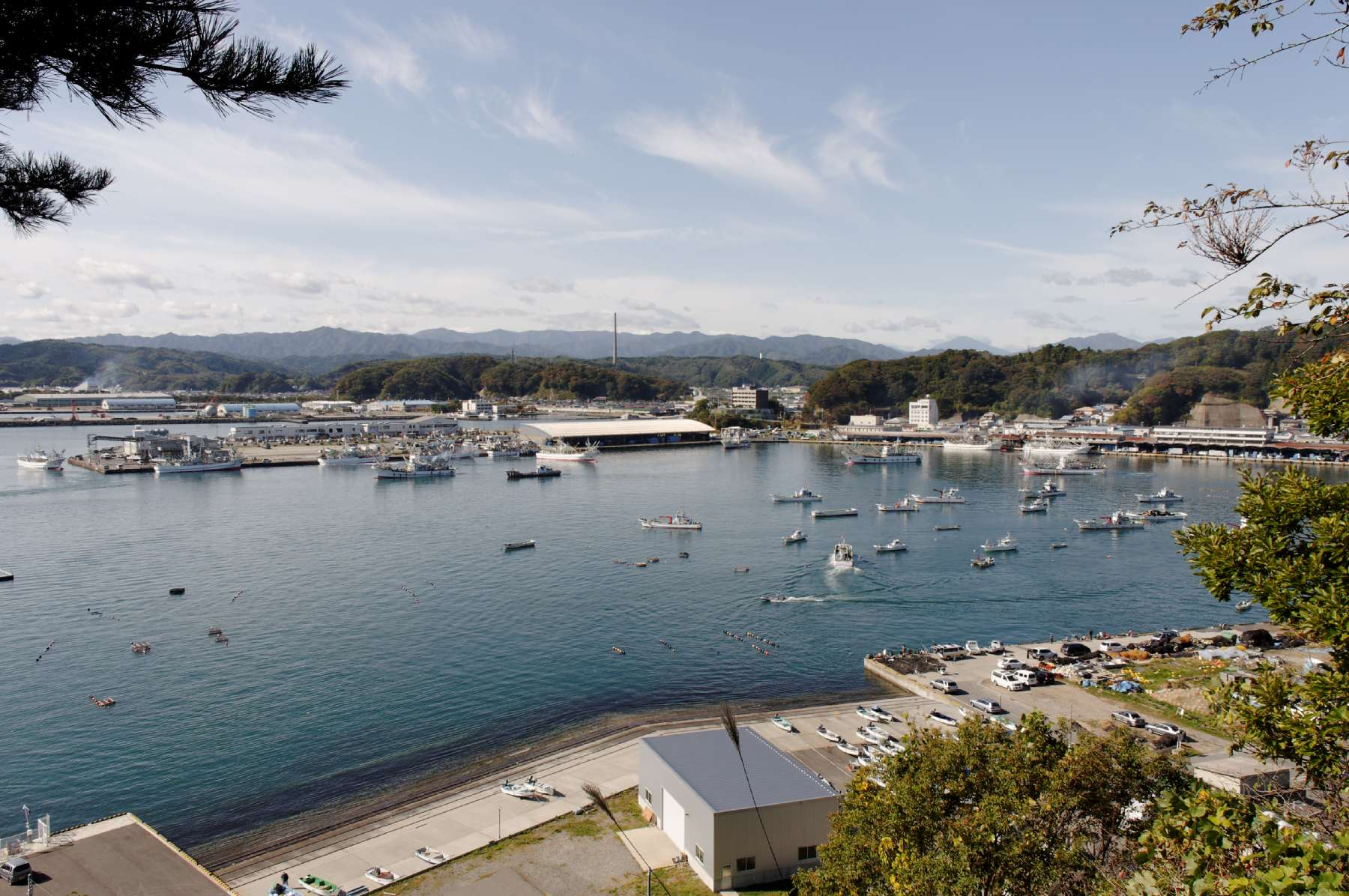
Hamnen, 2009
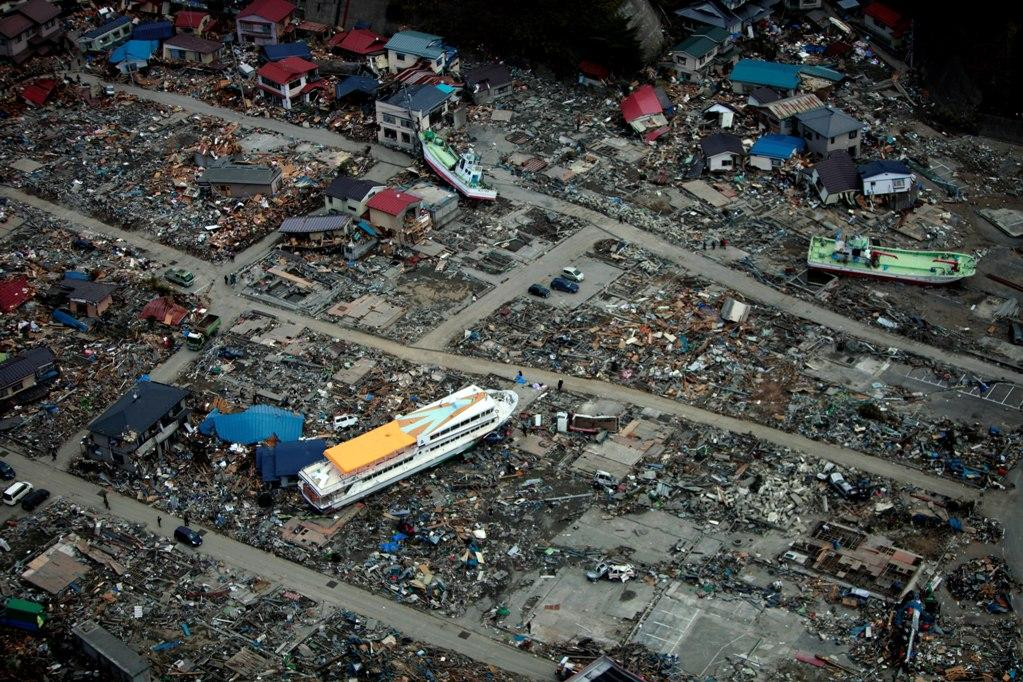
Miyako, 20 mars 2011
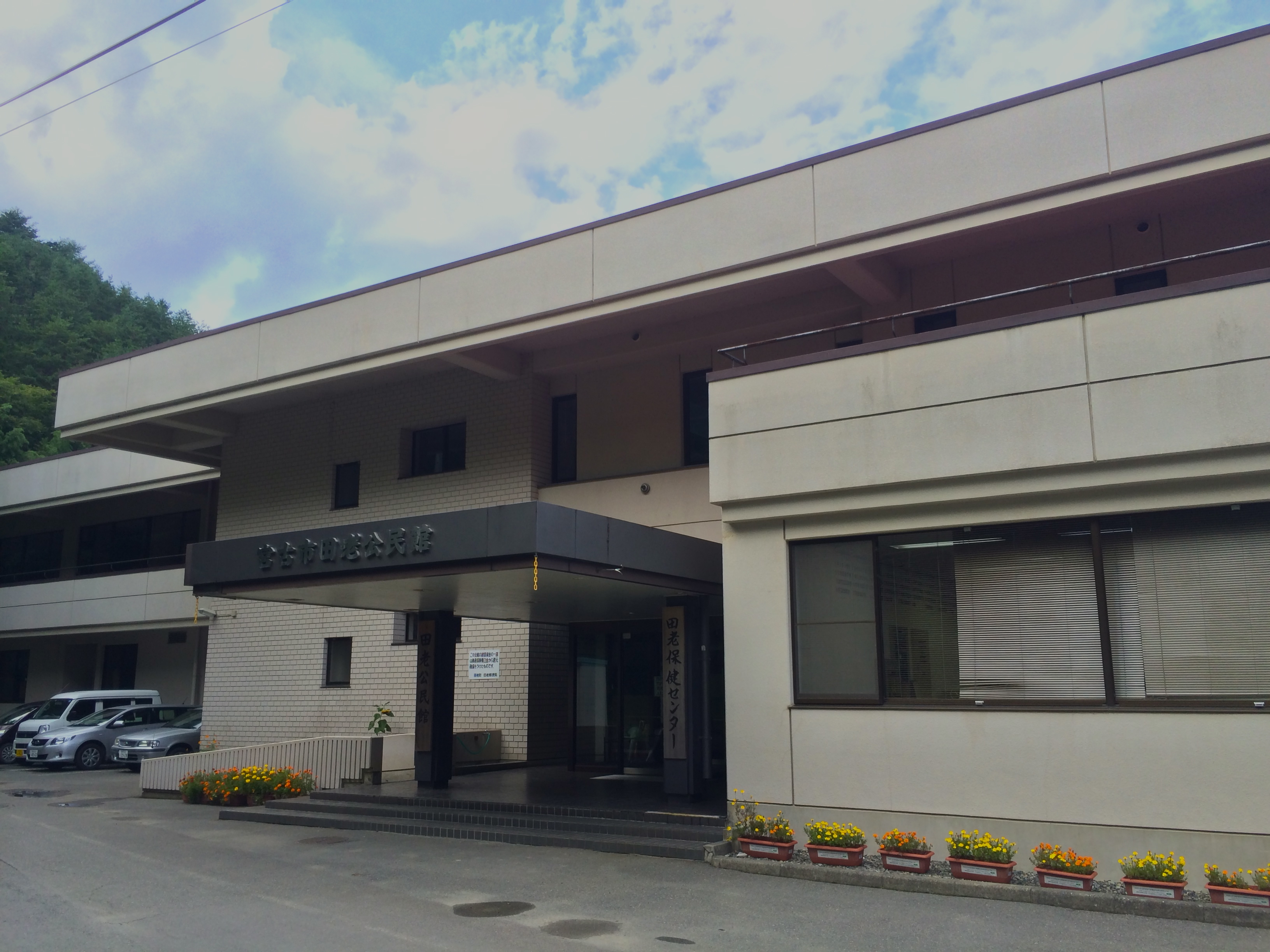
Tarō medborgarhus (13 km norr om Miyako centrum), 2014
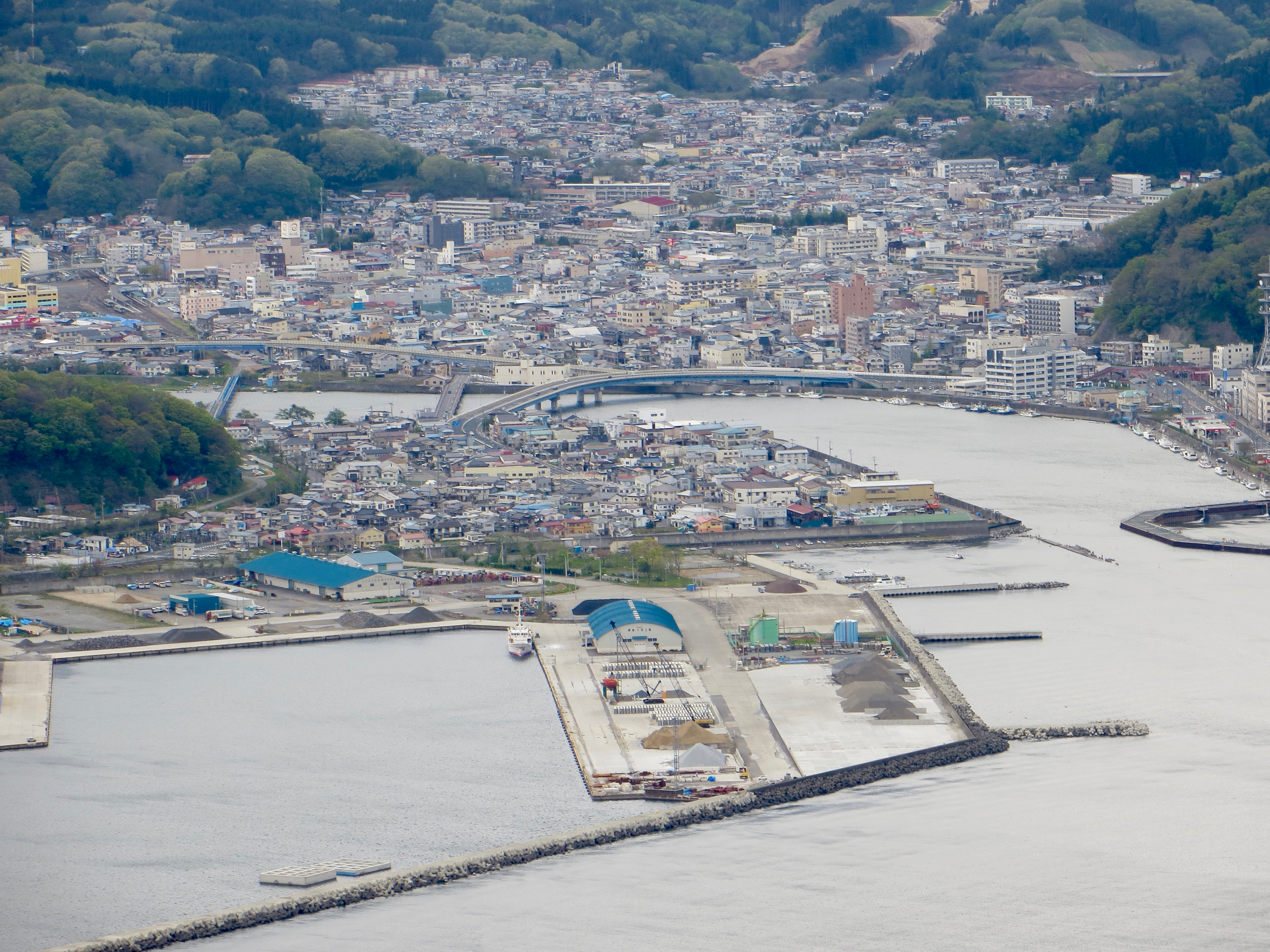
Miyako 2016